# Omar De Felippe
Omar Osvaldo De Felippe (Buenos Aires, 3 de abril de 1962) é um técnico de futebol, ex-militar e ex-futebolista argentino que atuava como meio-campista. Atualmente comanda o Central Córdoba.

## Carreira como jogador e participação na Guerra das Malvinas
Revelado pelo Huracán, De Felippe cumpriu o serviço militar obrigatório em 1981 e chegou a ser liberado pelo Exército, mas teve que interromper a carreira no futebol ao ser convocado pelo então ditador argentino Leopoldo Galtieri para lutar na Guerra das Malvinas. Ele não se feriu durante o conflito, embora tivesse visto de perto outros combatentes morrendo. Após a rendição argentina, voltou ao Huracán e seguiu no clube até 1988. Jogou também por Arsenal de Sarandí, Once Caldas, Villa Mitre (2 passagens), Rosario Puerto Belgrano e Olimpo, onde se aposentou em 1994.

## Carreira de treinador
Após encerrar a carreira de jogador, El Soldado (como tornou-se conhecido) tornou-se auxiliar-técnico de Ricardo Zielinski no San Telmo, equipe da Primera B Metropolitana (terceira divisão argentina), e também auxiliou Julio César Falcioni no Vélez Sarsfield em 2000, seguindo-o nas comissões técnicas do Olimpo e do Banfield, Independiente, Colón e Gimnasia de La Plata até 2007, regressando ao time de Bahía Blanca em 2009 para sua primeira experiência como treinador, que durou até 2012. Comandou também Quilmes, Independiente, Emelec, Vélez Sarsfield, Newell's Old Boys, Atlético Tucumán e Platense. 
Após 9 meses parado, De Felippe foi anunciado como novo técnico do Central Córdoba em agosto de 2023, substituindo Leonardo Madelón, saindo em janeiro de 2024 após um acordo com a diretoria. Voltaria à equipe de Santiago del Estero após as curtas passagens de Abel Balbo, Juan Carlos Roldán (interino) e Lucas González, vencendo a Copa da Argentina em dezembro e classificando o Central Córdoba para a Copa Libertadores da América de 2025.

## Títulos
Central Córdoba
- Copa da Argentina: 2024

Olimpo
- Primera B Nacional: 2008–09

Emelec
- Campeonato Equatoriano: 2015